# Terttu Aarnivala
Terttu Tellervo Aarnivala (Lappeenranta, 2 aprile 1931 – Tampere, 18 settembre 2020) è stata una cestista e allenatrice di pallacanestro finlandese.

## Carriera
Con la Finlandia ha disputato i Campionati europei del 1956.